# Marina Mélnikova
Marina Anatólievna Mélnikova (en ruso: Марина Анатольевна Мельникова; 5 de febrero de 1989, Perm) es una jugadora de tenis rusa.
Mélnikova ha ganado 5 títulos individuales y 11 títulos de dobles en el circuito ITF. 
El 4 de mayo de 2015, alcanzó su mejor ranking en singles, el cual fue 170 del mundo. En junio de 2016, alcanzó el puesto número 80 del mundo en el ranking de dobles.

## Títulos WTA (0; 0+0)

### Dobles (0)
| Leyenda                    |
| -------------------------- |
| Grand Slam (0)             |
| Juegos Olímpicos (0)       |
| WTA Tour Championships (0) |
| Premier Mandatory (0)      |
| Premier 5 (0)              |
| Premier (0)                |
| International (0)          |

#### Finalistas (1)
| N.º | Fecha               | Torneo   | Superficie | Pareja              | Oponentes en la final | Resultado        |
| 1.  | 10 de abril de 2016 | Katowice | Dura (i)   | Valentina Ivajnenko | Eri Hozumi Miyu Kato  | 6-3, 5-7, [8-10] |

## Títulos WTA 125s

### Dobles (0)

#### Finalista (1)
| N.º | Fecha                   | Torneos | Superficie | Pareja              | Oponentes                        | Resultado        |
| --- | ----------------------- | ------- | ---------- | ------------------- | -------------------------------- | ---------------- |
| 1.  | 15 de noviembre de 2015 | Limoges | Dura       | Oksana Kaláshnikova | Barbora Krejčiková Mandy Minella | 6-1, 5-7, [6-10] |
| 2.  | 22 de noviembre de 2015 | Taipéi  | Carpet (i) | Elise Mertens       | Kanae Hisami Kotomi Takahata     | 1–6, 2–6         |

## Títulos ITF

### Singles (5)
| Legend           |
| ---------------- |
| $100,000 torneos |
| $80,000 torneos  |
| $60,000 torneos  |
| $25,000 torneos  |
| $15,000 torneos  |
| $10,000 torneos  |

| Títulos por superficie |
| ---------------------- |
| Dura (3)               |
| Arcilla (1)            |
| hierba(1)              |
| Carpet (0)             |

| N.º | Fecha                    | Torneos                  | Superficie | Rival            | Resultado     |
| --- | ------------------------ | ------------------------ | ---------- | ---------------- | ------------- |
| 1.  | 15 de septiembre de 2008 | Limoges, Francia         | Dura (i)   | Valeria Savinykh | 1–0 ret.      |
| 2.  | 10 de noviembre de 2014  | Mumbai, India            | Dura       | Tadeja Majerič   | 6–2, 7–6(7–4) |
| 3.  | 6 de junio de 2016       | Surbiton, United Kingdom | hierba     | Stéphanie Foretz | 6–3, 7–6(8–6) |
| 4.  | 18 de septiembre de 2017 | Podgorica, Montenegro    | Arcilla    | Jesika Malečková | 6–2, 6–0      |
| 5.  | 8 de diciembre de 2018   | Solapur, India           | Dura       | Lu Jiajing       | 6–1, 6–2      |

### Dobles (11)
| Legend           |
| ---------------- |
| $100,000 torneos |
| $75,000 torneos  |
| $50,000 torneos  |
| $25,000 torneos  |
| $15,000 torneos  |
| $10,000 torneos  |

| Títulos por superficie |
| ---------------------- |
| Dura (4)               |
| Clay (5)               |
| Grass (0)              |
| Carpet (2)             |

| N.º | Fecha                    | Torneos             | Superficie  | Pareja                      | Oponentes                             | Resultado         |
| --- | ------------------------ | ------------------- | ----------- | --------------------------- | ------------------------------------- | ----------------- |
| 1.  | 5 de noviembre de 2007   | Majorca, Spain      | Arcilla     | Sylwia Zagórska             | Julia Glushko Charlène Vanneste       | 6–4, 6–4          |
| 2.  | 11 de febrero de 2008    | Albufeira, Portugal | Dura        | Julia Glushko               | Martina Babáková Elena Chalova        | 6–3, 0–6, [11–9]  |
| 3.  | 17 de noviembre de 2008  | Astaná, Kazajistán  | Dura (i)    | Anastasia Poltoratskaya     | Marina Shamayko Sofia Shapatava       | 6–1, 6–1          |
| 4.  | 19 de enero de 2009      | Kaarst, Germany     | Carpet (i)  | Elena Chalova               | Julia Babilon Franziska Etzel         | 6–3, 6–2          |
| 5.  | 9 de noviembre de 2009   | Le Havre, France    | Arcilla (i) | Mihaela Buzărnescu          | Amandine Hesse Alizé Lim              | 6–2, 7–6(7–4)     |
| 6.  | 29 de noviembre de 2010  | Ain Sukhna, Egypt   | Arcilla     | Galina Fokina               | Indra Bigi Nicole Clerico             | 6–3, 2–6, [13–11] |
| 7.  | 17 de enero de 2011      | Stuttgart, Germany  | Dura (i)    | Daniëlle Harmsen            | Jana Čepelová Michaela Pochabová      | 3–6, 6–4, [14–12] |
| 8.  | 12 de septiembre de 2011 | Mestre, Italy       | Arcilla     | Valentyna Ivakhnenko        | Tímea Babos Magda Linette             | 6–4, 7–5          |
| 9.  | 8 de abril de 2013       | Heraklion, Greece   | Carpet      | Teodora Mirčić              | Despina Papamichail Giulia Sussarello | 6–1, 6–4          |
| 10. | 6 de julio de 2015       | Bursa, Turkey       | Arcilla     | Laura Pous Tió              | Sofia Shapatava Anastasiya Vasylyeva  | 6–4, 6–4          |
| 11. | 14 de diciembre de 2015  | Ankara, Turkey      | Dura (i)    | María José Martínez Sánchez | Paula Kania Lesley Kerkhove           | 6–4, 5–7, [10–8]  |